# Kahnschleuse Bahnitz
Die Kahnschleuse Bahnitz am Wehr Bahnitz ist eine Schleuse im Verlauf der Unteren Havel-Wasserstraße. Die Havel bildet im Bereich des Wehres die Grenze zwischen der Stadt Havelsee im Landkreis Potsdam-Mittelmark und der Gemeinde Milower Land im Landkreis Havelland. Bis zum Ersatzneubau des Wehres und der Kahnschleuse zwischen 2007 und 2011 lag die Schleuse am rechten Havelufer im Ortsteil Pritzerbe, in Havelsee. Der Neubau wurde auf dem linken Flussufer in Bahnitz (Milower Land) errichtet.

## Geschichte und Bauwerk
Im Jahr 1904 wurde gesetzlich festgeschrieben, dass im Bereich der Unteren Havel unterhalb der Stadt Brandenburg Vorflutbedingungen dahingehend zu verbessern seien, dass Flusswiesen, die uneingedeicht sind, bis spätestens zum 1. Juni eines jeden Jahres trockengefallen sein sollten. Als erste Baumaßnahmen wurde an vielen Stellen der Flussquerschnitt verbreitert. Weiterhin wurden im Bereich von Flusswindungen Durchstiche angelegt. Ein solcher Durchstich entstand beim Dorf Bahnitz. Um nachteiligen Auswirkungen in Trockenperioden durch die beschleunigten Wasserabführung aufgrund der Verkürzung der Fließstrecke zu begegnen, wurden bei Bahnitz, Grütz und Garz Stauanlagen errichtet. Diese Stauanlagen bestehen bzw. bestanden aus großen Nadelwehren in der Flussmitte, die den erforderlichen Wasserstand halten sollen, und kleinen Schützenwehren an den Rändern. Diese wurden mit einer Durchflussbreite von 6,40 Metern für Feinregulierungen angelegt. Um der Havelschifffahrt ein Überwinden der Wehre zu ermöglichen, wurden in den Durchstichen Schleppzugschleusen errichtet. Diese haben jeweils eine Länge von 215 Metern, eine Kammerbreite von 23 Metern und eine Torweite von 10 Metern. Das durch die Wehre aufgestaute und durch die Schleusen zu überwindende Gefälle ist nur gering. Die Schleuse Bahnitz wurde im Jahr 1910, also zwei Jahre vor dem Wehr, fertiggestellt. Weiterhin entstanden im Bereich der Wehre Kahnschleusen für kleinere Wasserfahrzeuge. So wurde in der natürlichen Flusswindung der Havel unweit der Schleuse Bahnitz im Wehr die Kahnschleuse Bahnitz gebaut. Fertiggestellt wurden die Wehranlagen bei Bahnitz im Jahr 1912.

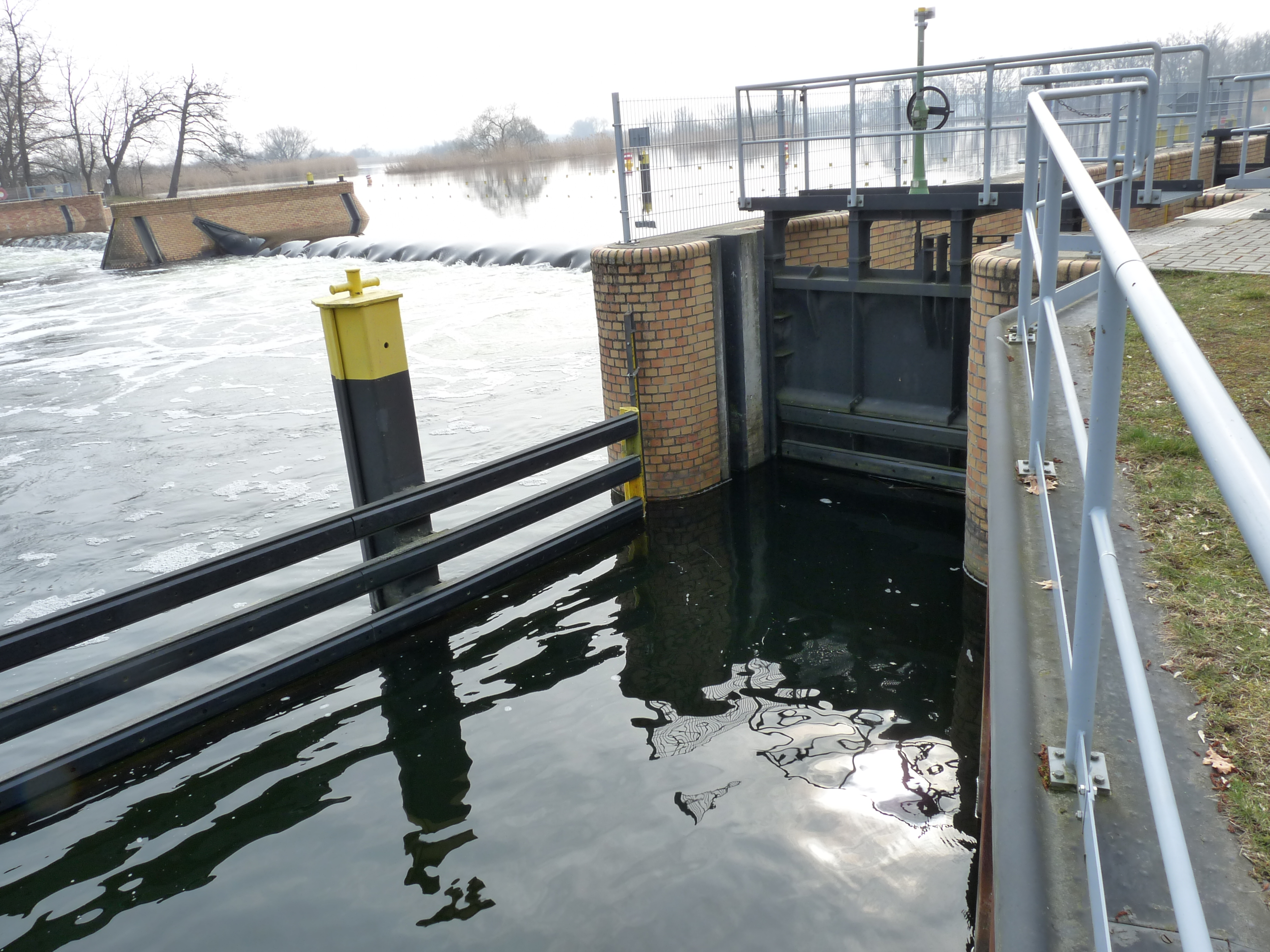
Unterhaupt
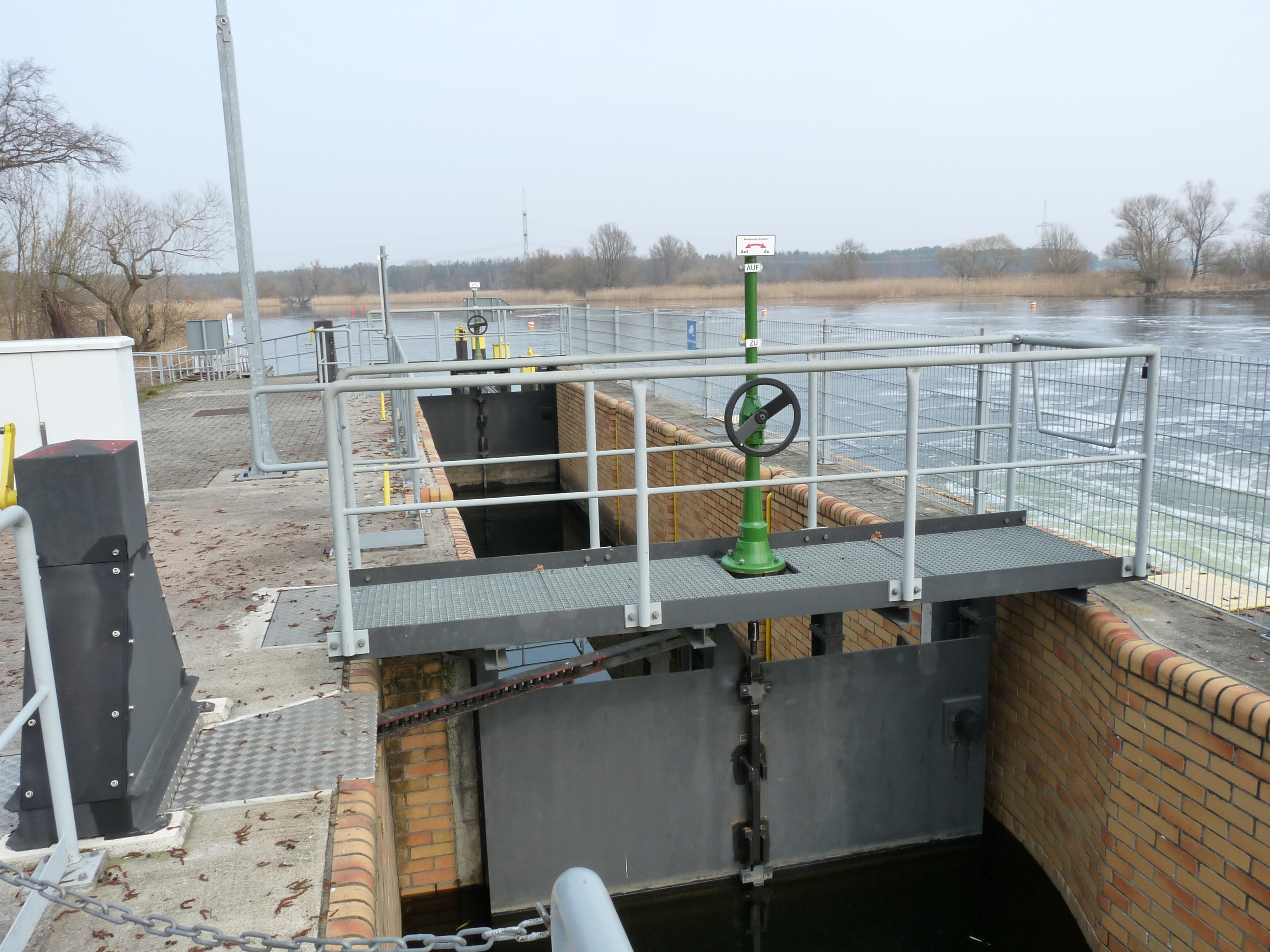
Oberhaupt
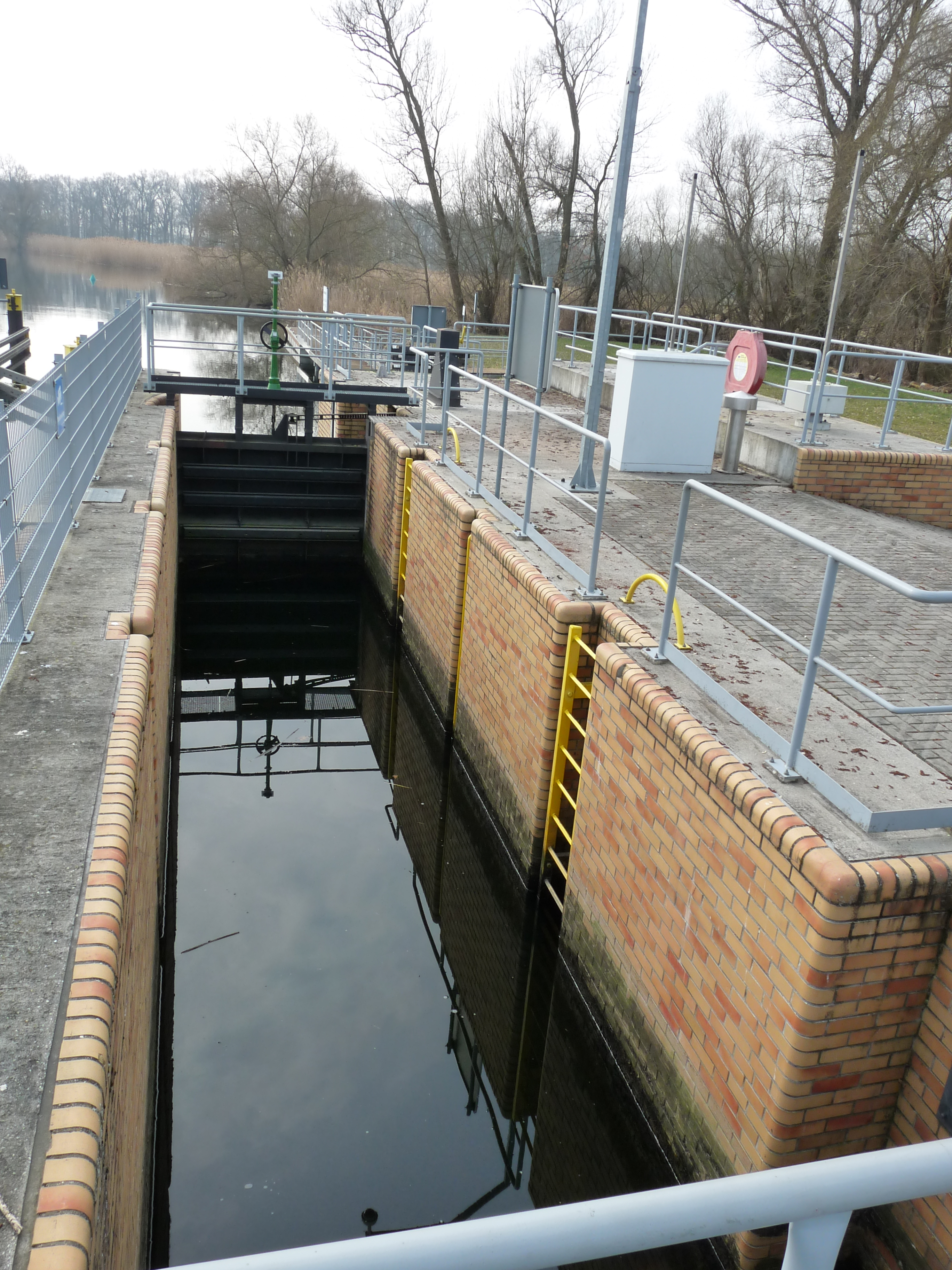
Schleusenkammer

Die neben den großen Schleppzugschleusen existierenden Kahnschleusen bei Grütz und Garz wurden später abgerissen und von den vormals drei Bauwerken blieb einzig die Kahnschleuse bei Bahnitz erhalten. Zwischen den Jahren 2007 und 2011 wurde das alte Nadelwehr abgerissen und die Kahnschleuse verlegt und grundlegend erneuert. Das Nadelwehr wurde durch ein modernes Schlauchwehr ersetzt. Für die veraltete Kahnschleuse, die sich am rechten Ufer befand, ein Ersatzneubau am linken Havelufer errichtet und anstelle der alten Kahnschleuse ein Fischaufstieg installiert. Die Sanierungskosten beliefen sich auf etwa 4,2 Millionen Euro. Die Kahnschleuse ist auch nach dem Neubau für den manuellen Selbstbedienungsbetrieb konzipiert. Die Nutzlänge beträgt 12 Meter, die Nutzbreite 2,70 Meter.

## Karten
- Folke Stender (Redaktion): Sportschifffahrtskarten Binnen 1. Nautische Veröffentlichung Verlagsgesellschaft. ISBN 3-926376-10-4.